# Гамбит Греко (дебют слона)
Гамби́т Гре́ко — гамбитное продолжение дебюта слона, возникающее после ходов: 
 1. e2-e4 e7-e5 
 2. Сf1-c4 Kg8-f6 
 3. f2-f4.
Относится к открытым началам.

## История
Дебют назван по имени итальянского шахматиста XVII века Джоакино Греко, предложившего в своих трактатах данное продолжение дебюта слона. Впоследствии гамбит периодически применял австро-венгерский и польский шахматист конца XIX — начала XX вв. И. Попиль.

## Варианты
- 3. …e5:f4 — с перестановкой ходов ведёт к выгодному для чёрных варианту гамбита слона. Далее возможно 4. Kb1-c3 c7-c6.
- 3. …d7-d5 — с перестановкой ходов ведёт к контргамбиту Фалькбеера. Возможное продолжение 4. e4:d5 e5-e4.
- 3. …Кf6:e4 4. d2-d3 Кe4-d6 5. Сc4-b3 Кb8-c6 6. Кg1-f3 e5:f4 7. Сc1:f4 Сf8-e7 8. 0-0 0-0 9. Кb1-c3 Кd6-f5 10. d3-d4 d7-d6 — с некоторой инициативой у белых, которая, однако, не может полностью компенсировать недостающую пешку.

## Примерная партия
Джоакино Греко — NN, 1620
1. e2-e4 e7-e5 2. Сf1-c4 Kg8-f6 3. f2-f4 Кf6:e4 4. Кg1-f3 e5:f4 5. 0-0 Сf8-c5+ 6. d2-d4 Сc5-b6 7. Лf1-e1 f7-f5 8. Кb1-c3 Фd8-e7 9. Сc4-d5 c7-c6 10. Сd5:e4 Фe7-f6 11. Сe4:f5+ Крe8-d8 12. Кc3-e4 Фf6-h6 13. g2-g3 Кb8-a6 14. Кe4-d6 Фh6:d6 15. Кf3-e5 Фd6-f6 16. Фd1-h5 g7-g6 17. Сf5:g6 h7:g6 18. Фh5:h8+ Фf6:h8 19. Кe5-f7+ Крd8-c7 20. Сc1:f4+ d7-d6 21. Сf4:d6+ Крc7-d7 22. Лe1-e7х.